# Frank Ocean
Frank Ocean (n. Christopher Edwin Breaux pe 28 octombrie 1987 în New Orleans) este un cântăreț, compozitor și textier american care și-a făcut debutul discografic în anul 2011, odată cu lansarea mixtape-ului Nostalgia, Ultra. Primul său album de studio, intitulat Channel Orange, a fost lansat în iulie 2012 și s-a bucurat de succes critic și comercial. In 2016 a lansat Blonde. 